# بابا احمد (كتشو)
بابا أحمد (بالفارسية: بابااحمد) هي قرية تقع في إيران في قسم کتشو الريفي. يقدر عدد سكانها بـ 8 نسمة بحسب إحصاء 2016.